# 稲荷兄弟
稲荷兄弟（いなりきょうだい）は日本の男性2人組YouTuberである。元UUUM所属。稲荷神をモチーフにしており、狐面を付けて活動している。2017年3月1日より活動を開始。茨城県出身。ファンの総称はいなりす。

## メンバー
凌（1994年4月18日 - ）
- 兄。メンバーカラーは赤。
- アニメ好きで、特にラブライブ!の南ことりとバンドリの白金燐子（Roselia）推し。[2][3]他にも五等分の花嫁やデュラララ!!、化物語、ヒプノシスマイクなど明言している。[4][5]
- 好きな声優は神谷浩史、小野大輔、福山潤、内田彩など。神谷浩史・小野大輔のDearGirl〜Stories〜や、豊崎愛生のおかえりらじおのリスナーだったと明かしている。[6][7]
- 特技はドラム。Youtubeにて叩いてみた動画もアップされている。[8][9][10][11]
- UUUMの忘年会では集合写真に写ろうとせず、弟・俊に連れられて参加したフットサル大会では、それをネタに「陰キャあるある」動画を作るほどインドアで人見知りな性格である。[12][13]

俊（1996年1月28日 - ）
- 弟。メンバーカラーは青。
- 趣味は運動をすることで、過去には50ｍ走で原付に勝利したり、コーラロケットをバットで打ち返すなど身体能力の高さを発揮した動画もある。[14][15]
- 人懐っこい性格であり交友関係も広いため、YouTubeやツイキャスで学生時代の友達とのエピソードを度々話している。[16]
- 兄・凌と同じくアニメ好き。好きな作品は、ハイキュー!!や五等分の花嫁、文豪ストレイドッグス、PSYCHO-PASS サイコパス、SPY×FAMILYなど。[17][18]

## 経歴
2017年2月4日 - チャンネル開設
2017年3月1日 - YouTubeにて「稲荷兄弟」として活動を開始
2017年6月5日 - セカンドチャンネルを開設
2017年11月9日 - チャンネル登録者数1万人突破
2018年2月28日 - UUUM月間MVP獲得
2018年5月17日 - Star Creators!~YouTuberの本~掲載
2018年7月7日 - UUUM所属
2018年9月13日 - Star Creators!~YouTuberの本~掲載
2018年9月17日 - ankoROCKとのコラボ商品（第1弾）を発売
2018年10月2日 - チャンネル登録者数10万人突破
2020年9月1日 - ankoROCKとのコラボ商品（第2弾）を発売
2022年2月28日～3月21日 - Raffleにて稲荷兄弟オンラインくじを発売
2022年8月5日 - ankoROCKとのコラボ商品（第3弾）を発売
2023年1月31日 - UUUM脱退

## イベント
- 2017年8月5日 - 代々木公園にて第1回オフ会[34]
- 2018年8月26日 - HMV&BOOKS SHIBUYAにてU-FESmuseum（ハイタッチ&トーク会）[35]
- 2019年3月24日 - 大阪BLOCKにていなりおふ.vol2 -THE FINAL-[36]
- 2019年7月13日 - 新宿角座にてZUUUM〜Monthly Creators Live〜7月号を[37]
- 2020年11月15日 - ankoROCKコラボ記念オンラインスペシャルイベント[38]
- 2022年7月30日 - KT Zepp Yokohamaにてダンマスワールド4[39]
- 2023年1月28日 - LAPIN ET HAL OT（ラパン・エ・アロ）にて稲荷総会-新年決起会-〜弟の誕生日を添えて〜[40]
- 2023年3月15日 - 下北沢シャングリラにてコアモノバケツ委員会ライブ（ゲスト出演）[41]